# NGC 4388
NGC 4388 este o galaxie seyfert de tip 2⁠(d) situată în constelația Fecioara. A fost descoperită în 17 aprilie 1784 de către William Herschel. Se află la o distanță de 18,11 megaparseci de Pământ.